# Panzerregiment 6
Het Panzerregiment 6 was een Duits tankregiment van de Wehrmacht tijdens de Tweede Wereldoorlog.

## Krijgsgeschiedenis
Panzerregiment 1 werd opgericht op 15 oktober 1935 in Neuruppin in Wehrkreis III.
Het regiment maakte bij oprichting deel uit van de 3e Pantserdivisie en bleef dat gedurende zijn hele bestaan.
Het regiment capituleerde (met de rest van de divisie) in het gebied Liezen-Vöcklabruck aan Amerikaanse troepen op 8 mei 1945.

## Samenstelling bij mobilisering
- I. Abteilung met 3 compagnieën (1, 2, 4)
- II. Abteilung met 3 compagnieën (5, 6, 7)

## Wijzigingen in samenstelling
Op 8 maart 1940 werd de 6e compagnie afgegeven aan Pz.Abt. z.b.V. 40 en als vervanging werd op 20 maart 1940 een nieuwe 6e compagnie opgericht (uit de 5e). Op 19 juli 1940 werd de 2e compagnie afgegeven aan Pz.Abt. C en op 29 juli al meteen weer nieuw opgericht. Op 23 januari 1941 werden de 2e en 5e compagnie afgegeven aan Pz.Abt. 301, beide werden op 1 februari nieuw opgericht.

Het regiment kreeg op 1 maart 1941 een III.Abteilung door het overnemen en omdopen van I./Pz.Rgt. 28. De gebruikte tanks waren hier zogenaamde Tauchpanzer.

Op 15 maart 1943 werd de staf III.Abt opgeheven. De beide andere Abteilungen werden naar 4 compagnieën versterkt.

De I.Abteilung werd in Frankrijk op 17 juli 1943 in een Panther-Abteilung omgevormd. De Abteilung keerde echter niet naar het regiment terug maar werd in januari 1944 opgenomen in Panzer-Lehr-Regiment 130 als I./Pz.Lehr.Reg.130. Op 8 november 1944 keerde de Abteilung terug naar zijn regiment, weer als I.Abt.

## Opmerkingen over schrijfwijze
- Abteilung is in dit geval in het Nederlands een tankbataljon.
- II./Pz.Rgt. 6 = het 2e Tankbataljon van Panzerregiment 6

## Commandanten
| Rang                                          | Naam                          | Begin            | Eind               |
| --------------------------------------------- | ----------------------------- | ---------------- | ------------------ |
| Oberst                                        | Meyer                         | 15 oktober 1935  | 31 januari 1938    |
| Oberst                                        | Ludwig Crüwell                | 1 februari 1938  | 15 maart 1939      |
| Oberstleutnant                                | Rothenburg                    | 16 maart 1939    | 1940               |
| Oberstleutnant                                | Werner von Lewinski           | maart 1940       | oktober 1941       |
| Oberstleutnant Oberst (vanaf 30 januari 1942) | Oskar Munzel                  | december 1941    | 1942               |
| Oberst                                        | Kurt Freiherr von Liebenstein | 20 juni 1942     | 25 oktober 1942    |
| Oberstleutnant                                | Gustav-Albrecht Schmidt-Ott   | 10 december 1942 | 5 september 1943   |
| Oberst                                        | Hans-Otto von Bernuth         | 5 september 1943 | 14 februari 1944   |
| Oberstleutnant                                | Fritz Goecke                  | 15 februari 1944 | 1944               |
| Oberstleutnant                                | Dieter Lühl                   | 15(?) juni 1944  | 1 augustus 1944    |
| Oberst                                        | Hans-Otto von Bernuth         | 1 augustus 1944  | 24 augustus 1944 † |
| Oberst                                        | Hans-Jochen Friedrichs        | 24 augustus 1944 | 5 september 1944 † |
| Major                                         | Weiß-Kaffanke                 | 5 september 1944 | 12 oktober 1944    |
| Major Oberstleutnant (vanaf 1 januari 1945)   | Graf von der Schulenburg      | 5 september 1944 | 19 april 1945      |

Oberst von Bernuth sneuvelde bij Szydłowiec in Polen door artillerievuur. Zijn opvolger, Oberst Friedrichs, sneuvelde minder dan 2 weken later in hetzelfde gebied.
Panzerregiment 1 · Panzerregiment 2 · Panzerregiment 3 · Panzerregiment 4 · Panzerregiment 5 · Panzerregiment 6 · Panzerregiment 7 · Panzerregiment 8 · Panzerregiment 9 · Panzerregiment 10 · Panzerregiment 11 · Panzerregiment 15 · Panzerregiment 16 · Panzerregiment 17 · Panzerregiment 18 · Panzerregiment 21 · Panzerregiment 22 · Panzerregiment 23 · Panzerregiment 24 · Panzerregiment 25 · Panzerregiment 26 · Panzerregiment 27 · Panzerregiment 28 · Panzerregiment 29 · Panzerregiment 31 · Panzerregiment 33  · Panzerregiment 35 · Panzerregiment 36 · Panzerregiment 39 · Panzerregiment 69 · Panzerregiment 80 · Panzerregiment 100 · Panzerregiment 101 · Panzerregiment 102 · Panzerregiment 116 · Panzerregiment 118 · Panzer-Lehr-Regiment 130 · Panzerregiment 201 · Panzerregiment 202 · Panzerregiment 203 · Panzerregiment 204 · Schweres Panzer-Regiment Bäke · Panzerregiment Brandenburg · Panzerregiment Coburg · Panzerregiment Feldherrnhalle · Panzerregiment Feldherrnhalle 2 · Panzerregiment Hermann Göring · Panzerregiment Großdeutschland · Panzerregiment Kurmark · Panzerregiment von Lauchert · Panzerregiment Major Rettemeier · Fallschirm-Panzerregiment 1 · Fallschirm-Panzerregiment 21 · SS-Panzerregiment 1 LSSAH · SS-Panzerregiment 2 · SS-Panzerregiment 3 · SS-Panzerregiment 5 · SS-Panzerregiment 9 · SS-Panzerregiment 10 · SS-Panzerregiment 11 · SS-Panzerregiment 12